# Sinthusa rayata
Sinthusa rayata är en fjärilsart som beskrevs av Riley. Sinthusa rayata ingår i släktet Sinthusa och familjen juvelvingar. Inga underarter finns listade i Catalogue of Life.